# PKS1353-341

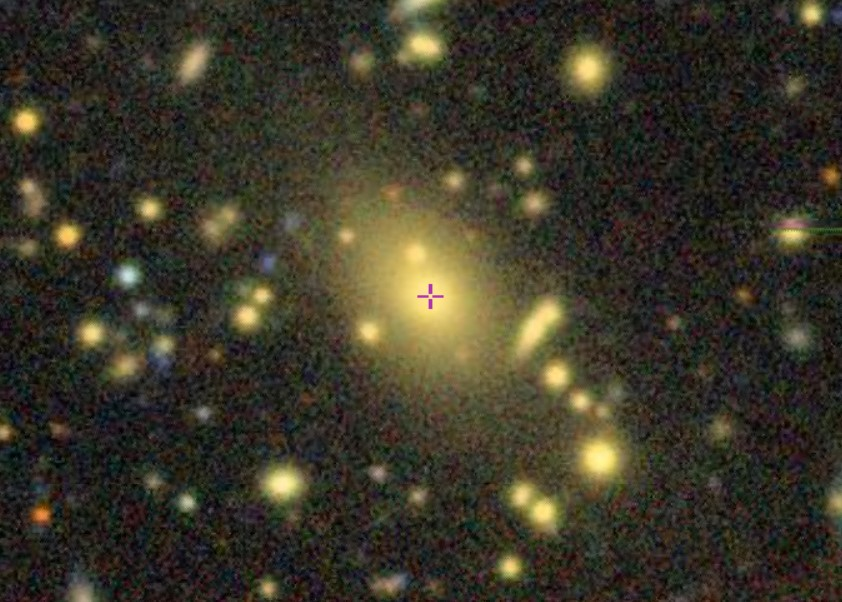
PKS 1353-341

PKS1353-341 es un cúmulo de galaxias ubicado a 2400 millones de años luz de distancia. Anteriormente se creía que era un solo quasar, pero el 14 de junio de 2018 se confirmó que era un cúmulo de galaxias masivo.

## Propiedades
Se estima que PKS1353-341 tiene una masa total de 690 billones de masas solares, lo que la hace 1000 veces más masiva que la Vía Láctea . Su galaxia central es un cuásar extremadamente brillante con una luminosidad 46 mil millones de veces mayor que la del Sol. Este brillo es producido por un disco de materia sobrecalentado que rodea el agujero negro supermasivo en el centro de la galaxia central.

## Descubrimiento
PKS1353-341 es el primer descubrimiento del estudio CHiPS (Clusters Hiding in Plain Sight), que analizó datos de las observaciones de todo el cielo 2MASS, NVSS, ROSAT, SUMSS y WISE para encontrar fuentes poderosas de infrarrojos, radio y Luz de rayos X. Su objetivo es descubrir nuevos cúmulos de galaxias que anteriormente se identificaron erróneamente como fuentes aisladas de luz de rayos X debido al brillo del cuásar central.